# 1803
Portal Geschichte | Portal Biografien | Aktuelle Ereignisse | Jahreskalender | Tagesartikel

◄ |
18. Jahrhundert |
19. Jahrhundert
| 20. Jahrhundert | ►

◄ |
1770er |
1780er |
1790er |
1800er
| 1810er | 1820er | 1830er | ►

◄◄ |
◄ |
1799 |
1800 |
1801 |
1802 |
1803
| 1804 | 1805 | 1806 | 1807 | ► | ►►
Staatsoberhäupter  · Nekrolog   · Musikjahr
| Januar | Januar | Januar | Januar | Januar | Januar | Januar | Januar |
| Kw     | Mo     | Di     | Mi     | Do     | Fr     | Sa     | So     |
| ------ | ------ | ------ | ------ | ------ | ------ | ------ | ------ |
| 52     |        |        |        |        |        | 1      | 2      |
| 1      | 3      | 4      | 5      | 6      | 7      | 8      | 9      |
| 2      | 10     | 11     | 12     | 13     | 14     | 15     | 16     |
| 3      | 17     | 18     | 19     | 20     | 21     | 22     | 23     |
| 4      | 24     | 25     | 26     | 27     | 28     | 29     | 30     |
| 5      | 31     |        |        |        |        |        |        |

| Februar | Februar | Februar | Februar | Februar | Februar | Februar | Februar |
| Kw      | Mo      | Di      | Mi      | Do      | Fr      | Sa      | So      |
| ------- | ------- | ------- | ------- | ------- | ------- | ------- | ------- |
| 5       |         | 1       | 2       | 3       | 4       | 5       | 6       |
| 6       | 7       | 8       | 9       | 10      | 11      | 12      | 13      |
| 7       | 14      | 15      | 16      | 17      | 18      | 19      | 20      |
| 8       | 21      | 22      | 23      | 24      | 25      | 26      | 27      |
| 9       | 28      |         |         |         |         |         |         |

| März | März | März | März | März | März | März | März |
| Kw   | Mo   | Di   | Mi   | Do   | Fr   | Sa   | So   |
| ---- | ---- | ---- | ---- | ---- | ---- | ---- | ---- |
| 9    |      | 1    | 2    | 3    | 4    | 5    | 6    |
| 10   | 7    | 8    | 9    | 10   | 11   | 12   | 13   |
| 11   | 14   | 15   | 16   | 17   | 18   | 19   | 20   |
| 12   | 21   | 22   | 23   | 24   | 25   | 26   | 27   |
| 13   | 28   | 29   | 30   | 31   |      |      |      |

| April | April | April | April | April | April | April | April |
| Kw    | Mo    | Di    | Mi    | Do    | Fr    | Sa    | So    |
| ----- | ----- | ----- | ----- | ----- | ----- | ----- | ----- |
| 13    |       |       |       |       | 1     | 2     | 3     |
| 14    | 4     | 5     | 6     | 7     | 8     | 9     | 10    |
| 15    | 11    | 12    | 13    | 14    | 15    | 16    | 17    |
| 16    | 18    | 19    | 20    | 21    | 22    | 23    | 24    |
| 17    | 25    | 26    | 27    | 28    | 29    | 30    |       |

| Mai | Mai | Mai | Mai | Mai | Mai | Mai | Mai |
| Kw  | Mo  | Di  | Mi  | Do  | Fr  | Sa  | So  |
| --- | --- | --- | --- | --- | --- | --- | --- |
| 17  |     |     |     |     |     |     | 1   |
| 18  | 2   | 3   | 4   | 5   | 6   | 7   | 8   |
| 19  | 9   | 10  | 11  | 12  | 13  | 14  | 15  |
| 20  | 16  | 17  | 18  | 19  | 20  | 21  | 22  |
| 21  | 23  | 24  | 25  | 26  | 27  | 28  | 29  |
| 22  | 30  | 31  |     |     |     |     |     |

| Juni | Juni | Juni | Juni | Juni | Juni | Juni | Juni |
| Kw   | Mo   | Di   | Mi   | Do   | Fr   | Sa   | So   |
| ---- | ---- | ---- | ---- | ---- | ---- | ---- | ---- |
| 22   |      |      | 1    | 2    | 3    | 4    | 5    |
| 23   | 6    | 7    | 8    | 9    | 10   | 11   | 12   |
| 24   | 13   | 14   | 15   | 16   | 17   | 18   | 19   |
| 25   | 20   | 21   | 22   | 23   | 24   | 25   | 26   |
| 26   | 27   | 28   | 29   | 30   |      |      |      |

| Juli | Juli | Juli | Juli | Juli | Juli | Juli | Juli |
| Kw   | Mo   | Di   | Mi   | Do   | Fr   | Sa   | So   |
| ---- | ---- | ---- | ---- | ---- | ---- | ---- | ---- |
| 26   |      |      |      |      | 1    | 2    | 3    |
| 27   | 4    | 5    | 6    | 7    | 8    | 9    | 10   |
| 28   | 11   | 12   | 13   | 14   | 15   | 16   | 17   |
| 29   | 18   | 19   | 20   | 21   | 22   | 23   | 24   |
| 30   | 25   | 26   | 27   | 28   | 29   | 30   | 31   |

| August | August | August | August | August | August | August | August |
| Kw     | Mo     | Di     | Mi     | Do     | Fr     | Sa     | So     |
| ------ | ------ | ------ | ------ | ------ | ------ | ------ | ------ |
| 31     | 1      | 2      | 3      | 4      | 5      | 6      | 7      |
| 32     | 8      | 9      | 10     | 11     | 12     | 13     | 14     |
| 33     | 15     | 16     | 17     | 18     | 19     | 20     | 21     |
| 34     | 22     | 23     | 24     | 25     | 26     | 27     | 28     |
| 35     | 29     | 30     | 31     |        |        |        |        |

| September | September | September | September | September | September | September | September |
| Kw        | Mo        | Di        | Mi        | Do        | Fr        | Sa        | So        |
| --------- | --------- | --------- | --------- | --------- | --------- | --------- | --------- |
| 35        |           |           |           | 1         | 2         | 3         | 4         |
| 36        | 5         | 6         | 7         | 8         | 9         | 10        | 11        |
| 37        | 12        | 13        | 14        | 15        | 16        | 17        | 18        |
| 38        | 19        | 20        | 21        | 22        | 23        | 24        | 25        |
| 39        | 26        | 27        | 28        | 29        | 30        |           |           |

| Oktober | Oktober | Oktober | Oktober | Oktober | Oktober | Oktober | Oktober |
| Kw      | Mo      | Di      | Mi      | Do      | Fr      | Sa      | So      |
| ------- | ------- | ------- | ------- | ------- | ------- | ------- | ------- |
| 39      |         |         |         |         |         | 1       | 2       |
| 40      | 3       | 4       | 5       | 6       | 7       | 8       | 9       |
| 41      | 10      | 11      | 12      | 13      | 14      | 15      | 16      |
| 42      | 17      | 18      | 19      | 20      | 21      | 22      | 23      |
| 43      | 24      | 25      | 26      | 27      | 28      | 29      | 30      |
| 44      | 31      |         |         |         |         |         |         |

| November | November | November | November | November | November | November | November |
| Kw       | Mo       | Di       | Mi       | Do       | Fr       | Sa       | So       |
| -------- | -------- | -------- | -------- | -------- | -------- | -------- | -------- |
| 44       |          | 1        | 2        | 3        | 4        | 5        | 6        |
| 45       | 7        | 8        | 9        | 10       | 11       | 12       | 13       |
| 46       | 14       | 15       | 16       | 17       | 18       | 19       | 20       |
| 47       | 21       | 22       | 23       | 24       | 25       | 26       | 27       |
| 48       | 28       | 29       | 30       |          |          |          |          |

| Dezember | Dezember | Dezember | Dezember | Dezember | Dezember | Dezember | Dezember |
| Kw       | Mo       | Di       | Mi       | Do       | Fr       | Sa       | So       |
| -------- | -------- | -------- | -------- | -------- | -------- | -------- | -------- |
| 48       |          |          |          | 1        | 2        | 3        | 4        |
| 49       | 5        | 6        | 7        | 8        | 9        | 10       | 11       |
| 50       | 12       | 13       | 14       | 15       | 16       | 17       | 18       |
| 51       | 19       | 20       | 21       | 22       | 23       | 24       | 25       |
| 52       | 26       | 27       | 28       | 29       | 30       | 31       |          |

| Januar | Januar | Januar | Januar | Januar | Januar | Januar | Januar |
| Kw     | Mo     | Di     | Mi     | Do     | Fr     | Sa     | So     |
| ------ | ------ | ------ | ------ | ------ | ------ | ------ | ------ |
| 52     |        |        |        |        |        | 1      | 2      |
| 1      | 3      | 4      | 5      | 6      | 7      | 8      | 9      |
| 2      | 10     | 11     | 12     | 13     | 14     | 15     | 16     |
| 3      | 17     | 18     | 19     | 20     | 21     | 22     | 23     |
| 4      | 24     | 25     | 26     | 27     | 28     | 29     | 30     |
| 5      | 31     |        |        |        |        |        |        |

| Februar | Februar | Februar | Februar | Februar | Februar | Februar | Februar |
| Kw      | Mo      | Di      | Mi      | Do      | Fr      | Sa      | So      |
| ------- | ------- | ------- | ------- | ------- | ------- | ------- | ------- |
| 5       |         | 1       | 2       | 3       | 4       | 5       | 6       |
| 6       | 7       | 8       | 9       | 10      | 11      | 12      | 13      |
| 7       | 14      | 15      | 16      | 17      | 18      | 19      | 20      |
| 8       | 21      | 22      | 23      | 24      | 25      | 26      | 27      |
| 9       | 28      |         |         |         |         |         |         |

| März | März | März | März | März | März | März | März |
| Kw   | Mo   | Di   | Mi   | Do   | Fr   | Sa   | So   |
| ---- | ---- | ---- | ---- | ---- | ---- | ---- | ---- |
| 9    |      | 1    | 2    | 3    | 4    | 5    | 6    |
| 10   | 7    | 8    | 9    | 10   | 11   | 12   | 13   |
| 11   | 14   | 15   | 16   | 17   | 18   | 19   | 20   |
| 12   | 21   | 22   | 23   | 24   | 25   | 26   | 27   |
| 13   | 28   | 29   | 30   | 31   |      |      |      |

| April | April | April | April | April | April | April | April |
| Kw    | Mo    | Di    | Mi    | Do    | Fr    | Sa    | So    |
| ----- | ----- | ----- | ----- | ----- | ----- | ----- | ----- |
| 13    |       |       |       |       | 1     | 2     | 3     |
| 14    | 4     | 5     | 6     | 7     | 8     | 9     | 10    |
| 15    | 11    | 12    | 13    | 14    | 15    | 16    | 17    |
| 16    | 18    | 19    | 20    | 21    | 22    | 23    | 24    |
| 17    | 25    | 26    | 27    | 28    | 29    | 30    |       |

| Mai | Mai | Mai | Mai | Mai | Mai | Mai | Mai |
| Kw  | Mo  | Di  | Mi  | Do  | Fr  | Sa  | So  |
| --- | --- | --- | --- | --- | --- | --- | --- |
| 17  |     |     |     |     |     |     | 1   |
| 18  | 2   | 3   | 4   | 5   | 6   | 7   | 8   |
| 19  | 9   | 10  | 11  | 12  | 13  | 14  | 15  |
| 20  | 16  | 17  | 18  | 19  | 20  | 21  | 22  |
| 21  | 23  | 24  | 25  | 26  | 27  | 28  | 29  |
| 22  | 30  | 31  |     |     |     |     |     |

| Juni | Juni | Juni | Juni | Juni | Juni | Juni | Juni |
| Kw   | Mo   | Di   | Mi   | Do   | Fr   | Sa   | So   |
| ---- | ---- | ---- | ---- | ---- | ---- | ---- | ---- |
| 22   |      |      | 1    | 2    | 3    | 4    | 5    |
| 23   | 6    | 7    | 8    | 9    | 10   | 11   | 12   |
| 24   | 13   | 14   | 15   | 16   | 17   | 18   | 19   |
| 25   | 20   | 21   | 22   | 23   | 24   | 25   | 26   |
| 26   | 27   | 28   | 29   | 30   |      |      |      |

| Juli | Juli | Juli | Juli | Juli | Juli | Juli | Juli |
| Kw   | Mo   | Di   | Mi   | Do   | Fr   | Sa   | So   |
| ---- | ---- | ---- | ---- | ---- | ---- | ---- | ---- |
| 26   |      |      |      |      | 1    | 2    | 3    |
| 27   | 4    | 5    | 6    | 7    | 8    | 9    | 10   |
| 28   | 11   | 12   | 13   | 14   | 15   | 16   | 17   |
| 29   | 18   | 19   | 20   | 21   | 22   | 23   | 24   |
| 30   | 25   | 26   | 27   | 28   | 29   | 30   | 31   |

| August | August | August | August | August | August | August | August |
| Kw     | Mo     | Di     | Mi     | Do     | Fr     | Sa     | So     |
| ------ | ------ | ------ | ------ | ------ | ------ | ------ | ------ |
| 31     | 1      | 2      | 3      | 4      | 5      | 6      | 7      |
| 32     | 8      | 9      | 10     | 11     | 12     | 13     | 14     |
| 33     | 15     | 16     | 17     | 18     | 19     | 20     | 21     |
| 34     | 22     | 23     | 24     | 25     | 26     | 27     | 28     |
| 35     | 29     | 30     | 31     |        |        |        |        |

| September | September | September | September | September | September | September | September |
| Kw        | Mo        | Di        | Mi        | Do        | Fr        | Sa        | So        |
| --------- | --------- | --------- | --------- | --------- | --------- | --------- | --------- |
| 35        |           |           |           | 1         | 2         | 3         | 4         |
| 36        | 5         | 6         | 7         | 8         | 9         | 10        | 11        |
| 37        | 12        | 13        | 14        | 15        | 16        | 17        | 18        |
| 38        | 19        | 20        | 21        | 22        | 23        | 24        | 25        |
| 39        | 26        | 27        | 28        | 29        | 30        |           |           |

| Oktober | Oktober | Oktober | Oktober | Oktober | Oktober | Oktober | Oktober |
| Kw      | Mo      | Di      | Mi      | Do      | Fr      | Sa      | So      |
| ------- | ------- | ------- | ------- | ------- | ------- | ------- | ------- |
| 39      |         |         |         |         |         | 1       | 2       |
| 40      | 3       | 4       | 5       | 6       | 7       | 8       | 9       |
| 41      | 10      | 11      | 12      | 13      | 14      | 15      | 16      |
| 42      | 17      | 18      | 19      | 20      | 21      | 22      | 23      |
| 43      | 24      | 25      | 26      | 27      | 28      | 29      | 30      |
| 44      | 31      |         |         |         |         |         |         |

| November | November | November | November | November | November | November | November |
| Kw       | Mo       | Di       | Mi       | Do       | Fr       | Sa       | So       |
| -------- | -------- | -------- | -------- | -------- | -------- | -------- | -------- |
| 44       |          | 1        | 2        | 3        | 4        | 5        | 6        |
| 45       | 7        | 8        | 9        | 10       | 11       | 12       | 13       |
| 46       | 14       | 15       | 16       | 17       | 18       | 19       | 20       |
| 47       | 21       | 22       | 23       | 24       | 25       | 26       | 27       |
| 48       | 28       | 29       | 30       |          |          |          |          |

| Dezember | Dezember | Dezember | Dezember | Dezember | Dezember | Dezember | Dezember |
| Kw       | Mo       | Di       | Mi       | Do       | Fr       | Sa       | So       |
| -------- | -------- | -------- | -------- | -------- | -------- | -------- | -------- |
| 48       |          |          |          | 1        | 2        | 3        | 4        |
| 49       | 5        | 6        | 7        | 8        | 9        | 10       | 11       |
| 50       | 12       | 13       | 14       | 15       | 16       | 17       | 18       |
| 51       | 19       | 20       | 21       | 22       | 23       | 24       | 25       |
| 52       | 26       | 27       | 28       | 29       | 30       | 31       |          |

## Ereignisse

### Politik und Weltgeschehen

#### Europa

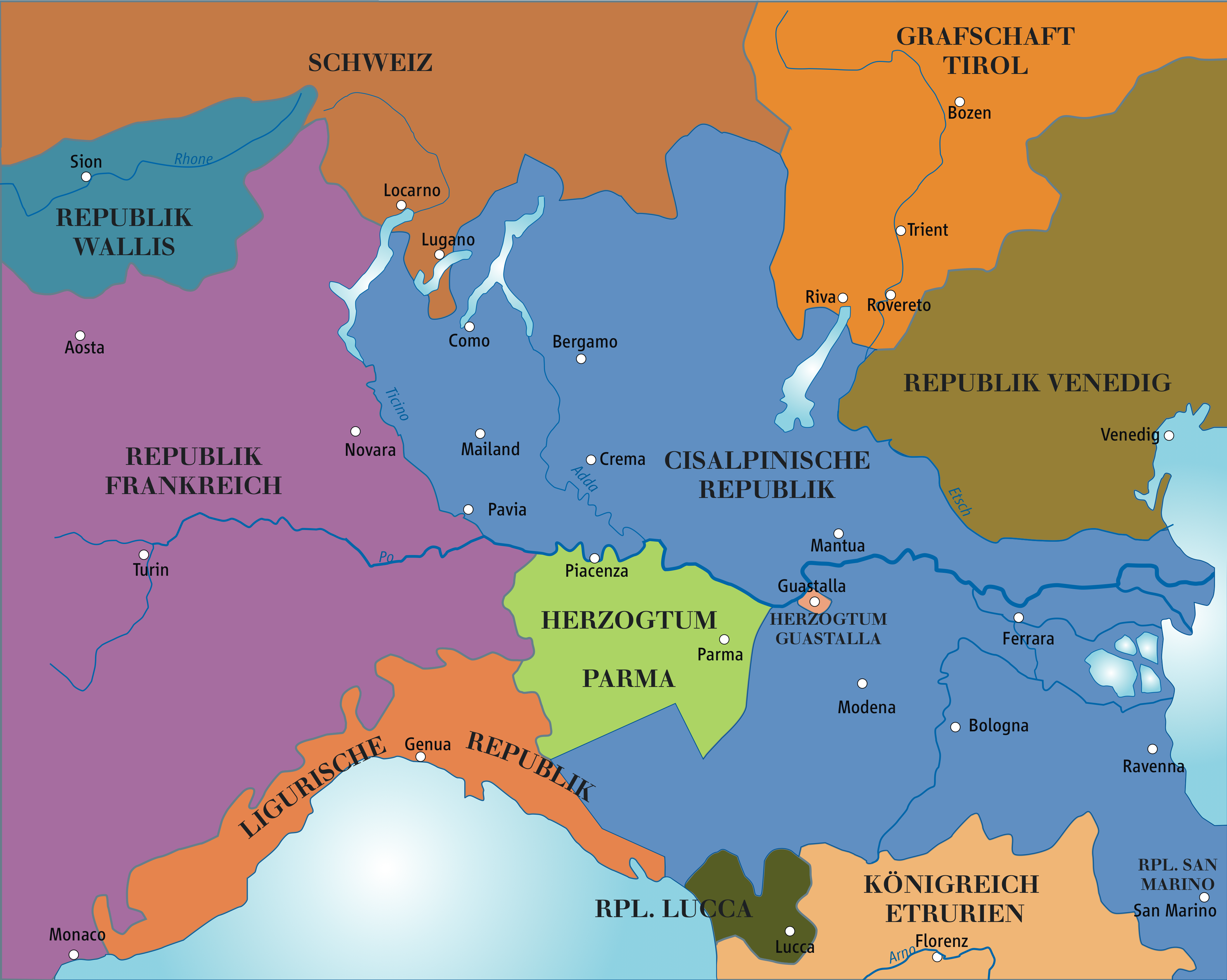
Norditalien 1803

- 19. Februar: Ende der Helvetischen Republik durch die Mediationsakte sowie Eintritt der Kantone Aargau, Graubünden, St. Gallen, Thurgau, Tessin und Waadt in die Schweizerische Eidgenossenschaft
- 25. Februar: Der Immerwährende Reichstag zu Regensburg verabschiedet den Reichsdeputationshauptschluss zur Neuordnung des Heiligen Römischen Reiches Deutscher Nation.
- 10. März: In der Schweiz tritt der von Napoleon ernannte neue Landammann Louis d’Affry sein Amt an. Die Helvetische Republik ist damit beendet.
- 18. Mai: Die britische Regierung geht über den Frieden von Amiens hinweg, der den Zweiten Koalitionskrieg mit Frankreich abschloss, und erklärt Frankreich den Krieg.
- Juni: Frankreich rückt gegen das Kurfürstentum Hannover, das Territorium von Georg III., vor.

Napoleon im Feldlager bei Boulogne

- Juni: Frankreich trifft Vorbereitungen für eine Invasion in England. In Boulogne-sur-Mer und anderen Orten an der Kanalküste werden Truppen gesammelt. Die Stationierung dauert bis ins Jahr 1805 an.
- 26. Juni: Schweden verpfändet Wismar für 100 Jahre an das Herzogtum Mecklenburg-Schwerin.
- 5. Juli: Ohne dass ein Schuss gefallen ist, unterzeichnet der hannoversche Generalleutnant von Wallmoden-Gimborn die Kapitulation vor dem Heer Napoleons, die Konvention von Artlenburg; die 16.000 Mann starke hannoversche Armee wird entwaffnet.
- 23. Juli: Robert Emmet beginnt mit anderen in Irland eine erfolglose Rebellion gegen Großbritannien. Am 25. August wird er verhaftet und am 20. September hingerichtet.
- 27. September: Die Schweiz schließt eine Militärkapitulation und Defensivallianz mit Frankreich und wird dadurch faktisch bis 1813 französisches Protektorat. Sie muss unter anderem Soldaten für Napoleons Armeen stellen.
- 19. Oktober: In Paris unterzeichnen Frankreich und Spanien ein Neutralitätsabkommen. Spanien muss rückwirkend monatlich 6 Millionen Francs an Frankreich zahlen und seine Häfen für französische Schiffe öffnen.
- Säkularisation in Deutschland: Auf Grundlage des in Regensburg verabschiedeten Reichsdeputationshauptschluss werden in vielen Teilen des ehemaligen Hl. Römischen Reiches Deutscher Nation Kirchengüter von den jeweiligen Territorialstaaten (vor allem Bayern, Württemberg und Preußen) beschlagnahmt. Zahlreiche Klöster werden aufgelöst und große Mengen an Kulturgütern werden dabei vernichtet.
- Dänemark verbietet den Sklavenhandel.
- Ellwangen wird Sitz eines Oberamtes im Kurfürstentum Württemberg und war zunächst Sitz der Regierung von Neuwürttemberg.

#### Asien

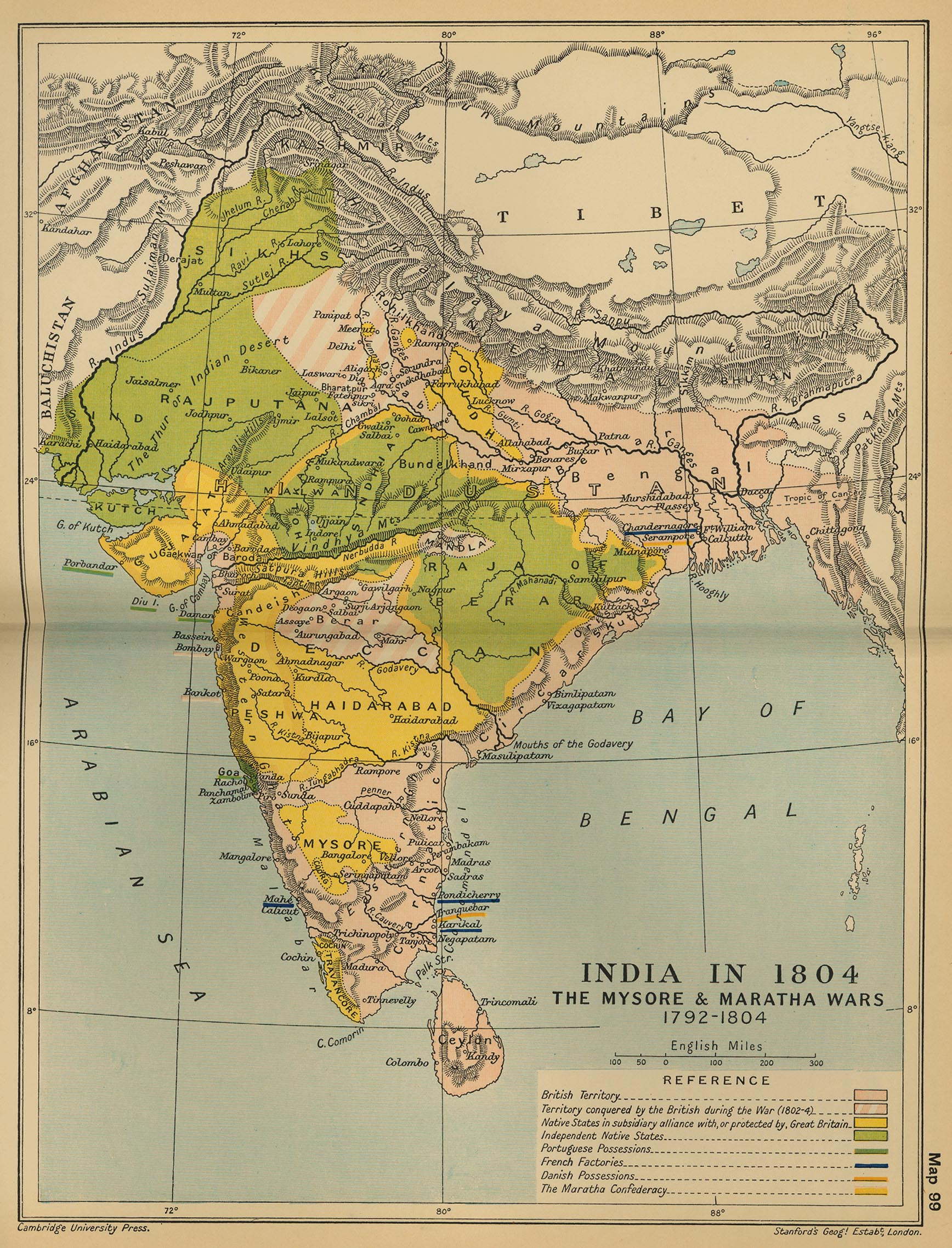
Indien während des Zweiten Marathenkriegs

- 3. August: Beginn des Zweiten Marathenkriegs. Englische Truppen rücken gegen das nordindische Marathenreich vor, das von Frankreich nur schwache Unterstützung erhält.
- 14. September: Britische Truppen besetzen die indische Stadt Delhi.
- 23. September: Eine britische Armee unter General Wellington besiegt die zahlenmäßig deutlich überlegenen Truppen des nordindischen Marathenreiches in der Schlacht von Assaye.
- 1. November: Eine britische Armee unter General Gerard Lake besiegt ebenfalls die Truppen des nordindischen Marathenreiches in der Schlacht von Laswari.
- Die Insel Ceylon erhält den Status einer britischen Kronkolonie.

#### Vereinigte Staaten von Amerika
- 24. Februar: Entscheidung in der Rechtssache Marbury v. Madison
- 1. März: Ohio wird 17. Bundesstaat der USA
- 30. April: Robert R. Livingston, James Monroe und François Barbé-Marbois unterzeichnen in Paris den Vertrag zum Kauf der französischen Kolonie Louisiana durch die USA. Der Louisiana Purchase verdoppelt das Territorium der Vereinigten Staaten. In einer Übergabezeremonie später im Jahr wird die Kolonie im Cabildo von New Orleans feierlich übergeben.
- 9. Dezember: Der 12. Zusatzartikel, der eine getrennte Wahl von Präsident und Vizepräsident vorschreibt, wird vom US-Kongress vorgeschlagen. Er wird am 15. Juni 1804 ratifiziert.

#### Karibik

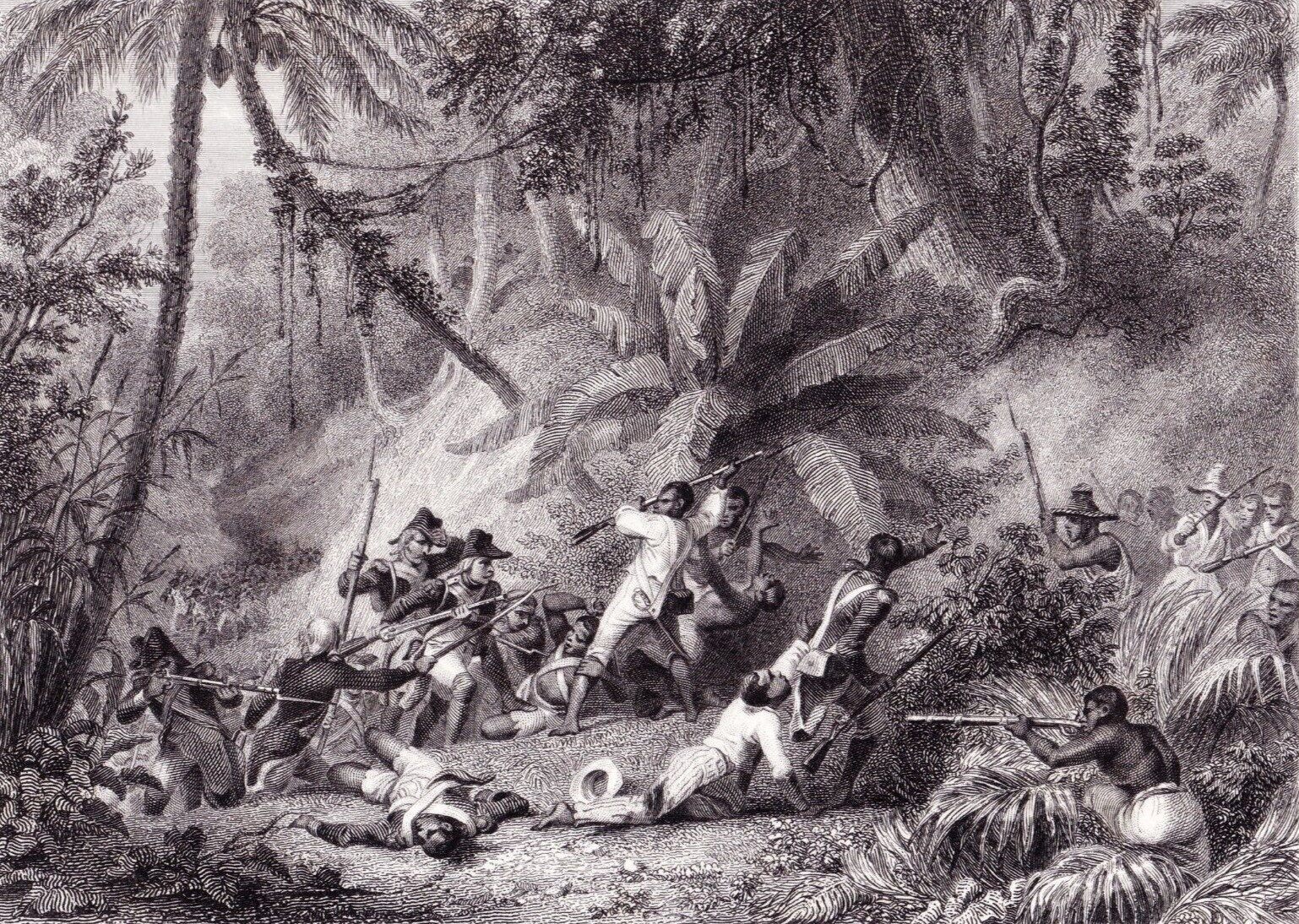
Haitianische Revolution

- 18. November: Haitianische Revolution: Eine aus ehemaligen Sklaven bestehende Armee unter ihrem Anführer Jean-Jacques Dessalines besiegt in der französischen Kolonie Saint-Domingue die napoleonischen Kolonialarmee unter General Rochambeau. Ende des Jahres wird die Kolonie unter dem Namen Haiti unabhängig.

Reliefkarte von Saint Lucia

- Guyana und die Karibikinseln Tobago und St. Lucia werden von England besetzt.

#### Afrika
- Februar: Die von England besetzte Kapkolonie (heute Südafrika), wird auf Grund des im Vorjahr abgeschlossenen Frieden von Amiens an die Batavische Republik (Niederlande) zurückgegeben.

#### Australien
- Die ersten europäischen Einwanderer, hauptsächlich britische Strafgefangene, werden auf der australischen Insel Tasmanien angesiedelt.

### Wirtschaft
- 4. Februar: Johannes Haas gründet die Krombacher Brauerei.

### Wissenschaft und Technik

#### Entdeckungsreisen
- Juni: Der englische Seefahrer Matthew Flinders vollendet als erster die Umsegelung des ganzen australischen Kontinents.

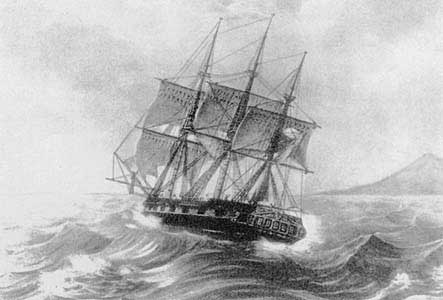
Die Nadeschda

- 7. August: Die russische Fregatte Nadeschda bricht zusammen mit dem Schwesterschiff Newa im Auftrag von Zar Alexander I. unter dem Befehl von Adam Johann von Krusenstern von Kronstadt aus zu einer Reise um die Welt auf. Die Reise führt zunächst nach Kopenhagen, wo die Wissenschaftler Wilhelm Gottlieb Tilesius von Tilenau und Georg Heinrich von Langsdorff an Bord gehen. Weitere Stationen sind Teneriffa und Santa Catarina an der brasilianischen Ostküste.
- 16. September: Nicolas Baudin, Leiter der französischen Baudin-Expedition, stirbt vor Australien an Tuberkulose.

#### Dampfmaschinen

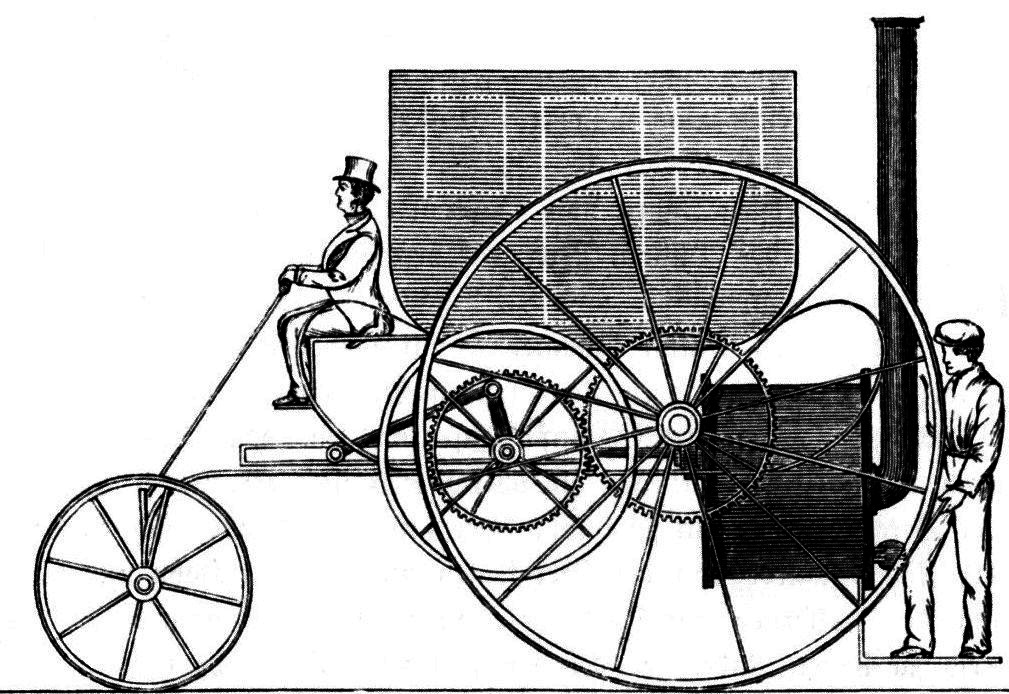
Trevithicks Dampfwagen

- 17. Juni: Ein mit Dampf betriebener Wagen des englischen Erfinders Richard Trevithick transportiert bei einer Versuchsfahrt in London erstmals acht Passagiere. Die London Steam Carriage erregt zwar die Aufmerksamkeit von Publikum und Presse, ist aber im Betrieb wesentlich teurer als eine gewöhnliche Pferdekutsche und kann sich deshalb nicht durchsetzen. Im gleichen Jahr explodiert eine von Trevithicks stationären Dampfmaschinen, wobei vier Arbeiter ums Leben kommen. Sein Konkurrent James Watt, der stets vor der Gefahr von Kesselexplosionen gewarnt hat, versucht daraufhin beim britischen Parlament ein Verbot von Trevithicks Maschinen durchzusetzen, hat damit jedoch keinen Erfolg.
- 9. August: Auf der Seine in Paris führt der amerikanische Erfinder Robert Fulton das Dampfschiff Clermont vor. Doch Napoleon Bonaparte glaubt nicht, dass der Dampfantrieb eine Zukunft habe.

#### Naturwissenschaften
- 21. Oktober: Der britische Naturforscher John Dalton reicht der Manchester Literary and Philosophical Society ein Statement ein, in dem sich die erste Tabelle mit relativen Atomgewichten findet.
- Jöns Jakob Berzelius und Wilhelm von Hisinger entdecken das Oxid eines unbekannten chemischen Elementes, das später den Namen Cer nach dem 1801 entdeckten Zwergplaneten Ceres erhält. Unabhängig von den beiden entdeckt auch Martin Heinrich Klaproth das neue Element.

#### Lehre und Forschung
- 23. Januar: Die französische Gelehrtengesellschaft Académie des Beaux-Arts entsteht als eigenständiges Institut.
- Der Bau einer neuen Sternwarte in Göttingen beginnt. Er wird 1816 vollendet.

### Kultur
- 5. April: Das Klavierkonzert Nr. 3 c-Moll op. 37 von Ludwig van Beethoven hat mit dem Komponisten am Klavier seine Uraufführung am Theater an der Wien bei Wien. Es ist Prinz Louis Ferdinand von Preußen gewidmet. Am gleichen Abend leitet Beethoven auch die Uraufführung seiner 2. Sinfonie.
- 4. Oktober: Die Ballett-Oper Anacréon, ou L’Amour fugitif (Anakreon oder Die flüchtige Liebe) von Luigi Cherubini wird an der Grand Opéra Paris uraufgeführt.

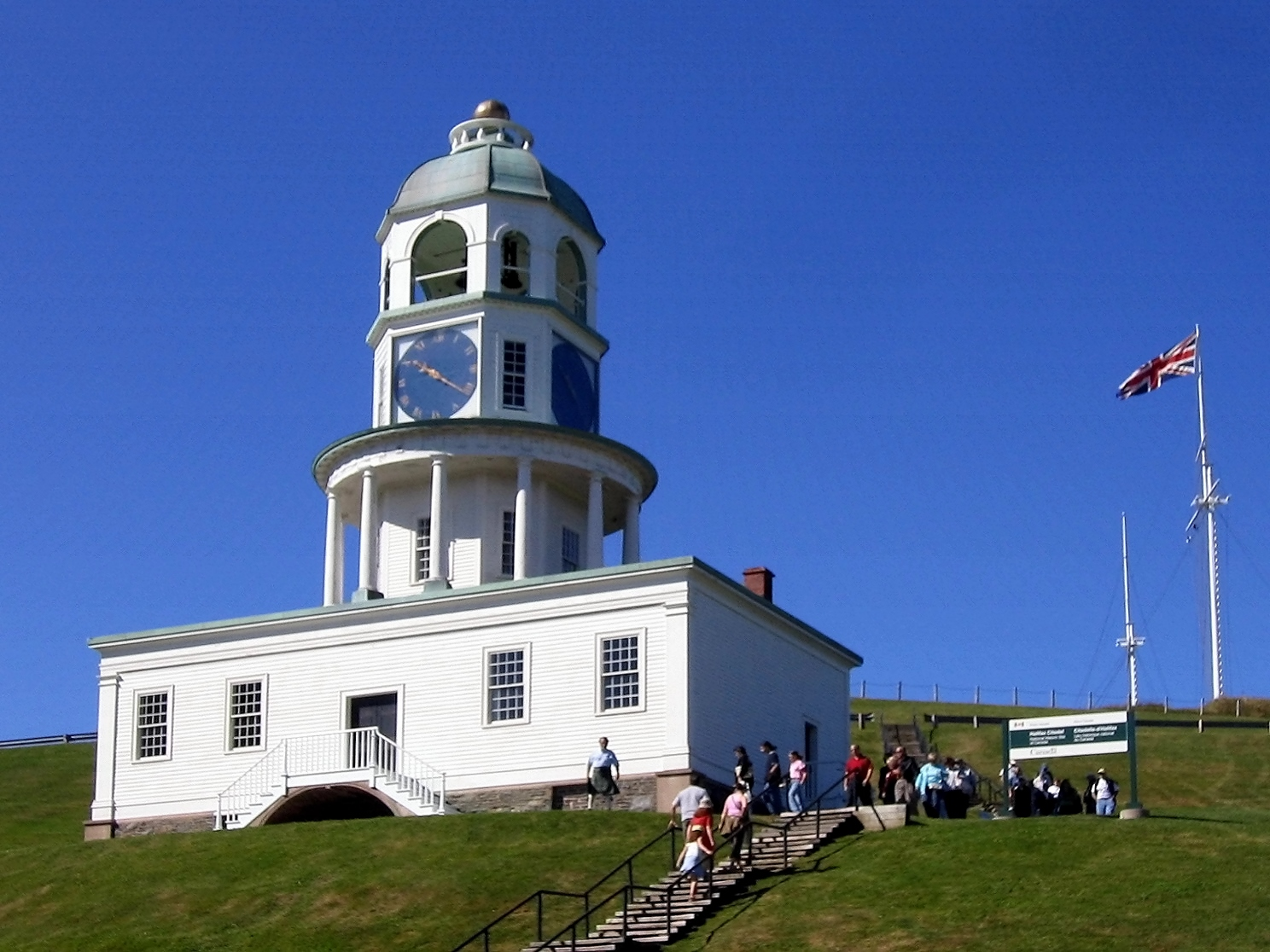
Ostseite des Uhrturms

- 20. Oktober: In Halifax wird der Uhrturm, das Wahrzeichen der Stadt, eröffnet.
- 13. Dezember: Die Uraufführung der Oper Les Sabots et le cerisier von François-Joseph Gossec findet in Paris statt.
- Die Oper Peter Schmoll und seine Nachbarn von Carl Maria von Weber hat ihre Uraufführung in Augsburg.
- Ludwig van Beethoven komponiert das geistliche Lied Die Ehre Gottes aus der Natur nach einem Gedicht von Christian Fürchtegott Gellert.

### Gesellschaft
- 20. November: In Mainz ergeht der Urteilsspruch des Kriminalspezialgerichts gegen den Serienstraftäter Johannes Bückler, genannt Schinderhannes, und weitere 62 Angeklagte. Der Prozess erregt in ganz Mitteleuropa großes Aufsehen. Frankreichs Erster Konsul Napoleon Bonaparte lehnt eine Begnadigung ab.

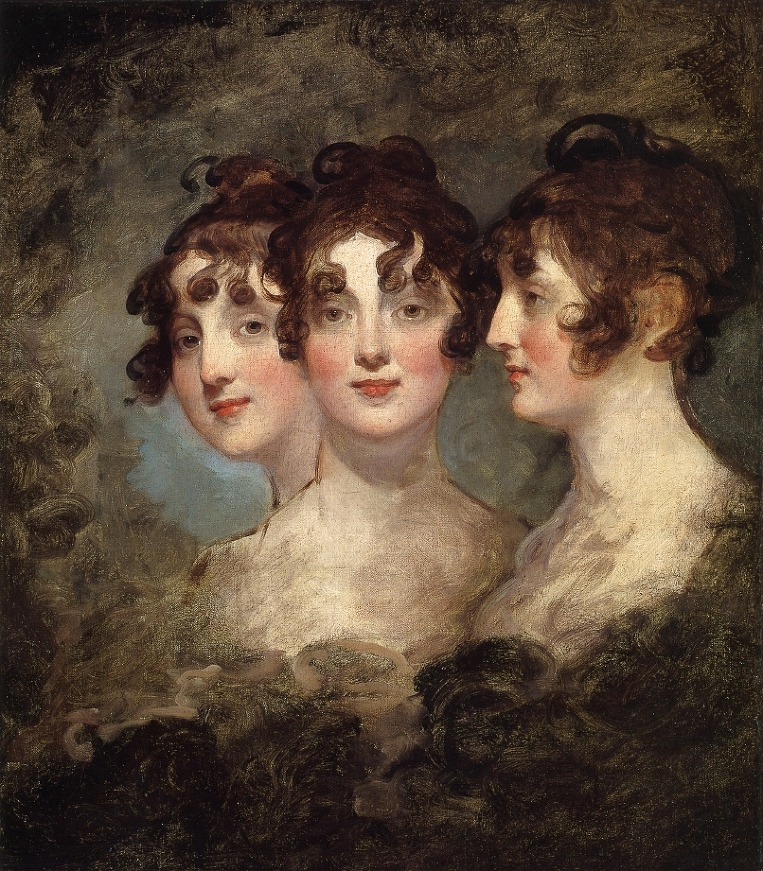
Elizabeth Patterson-Bonaparte

- 24. Dezember: Im US-amerikanischen Baltimore heiratet Jérôme Bonaparte, der jüngste Bruder Napoleons, gegen dessen Willen, die dort lebende Kaufmannstochter Elizabeth Patterson.

### Katastrophen
- Bei einer Überschwemmung auf Madeira wird die Hauptstadt Funchal zu einem großen Teil zerstört. Rund 600 Menschen kommen ums Leben.

### Natur und Umwelt
- 26. April: Bei L’Aigle in der Basse-Normandie regnet es Steine vom Himmel. Die französische Akademie der Wissenschaften muss danach einräumen, dass ihre bisherigen Zweifel an der außerirdischen Herkunft früherer Meteorsteine falsch waren.
- 10. Dezember: In Massing kommt es zu einem weiteren Meteoritenfall.

## Geboren

### Januar/Februar
- 01. Januar: Eduard August Feuerbach, deutscher Rechtsgelehrter († 1843)
- 01. Januar: Rudolf Keyser Norwegischer Historiker († 1864)
- 08. Januar: Philipp Friedrich Arnold, deutscher Anatom und Physiologe († 1890)
- 09. Januar: Theodor Döring, deutscher Schauspieler († 1878)
- 10. Januar: Ludolf Camphausen, preußischer Ministerpräsident († 1890)
- 11. Januar: Giovanni Antonio Farina, Seliger, italienischer Bischof († 1888)
- 12. Januar: Christian Pløyen, dänischer Jurist und hoher Regierungsbeamter († 1867)
- 13. Januar: Friedrich Beckmann, deutscher Komiker († 1866)
- 15. Januar: Nathan Marcus Adler, deutsch-britischer Rabbiner († 1890)
- 15. Januar: Heinrich Daniel Rühmkorff, deutscher Mechaniker, Instrumentenbauer († 1877)
- 17. Januar: Bruno Erhard Abegg, preußischer Politiker († 1848)
- 17. Januar: Jean Kickx, flämischer Botaniker († 1864)
- 18. Januar: Johann Petzmayer, deutscher Zitherspieler († 1884)
- 20. Januar: Johann Jakob Stehlin der Ältere, Schweizer Politiker († 1879)
- 26. Januar: Franz Burghardt, deutscher Arzt und Geschäftsmann in Budapest († 1890)
- 27. Januar: Carl Friedrich Deneke, Geheimer Kommerzienrat, Politiker und Industrieller († 1877)
- 29. Januar: Anselm Salomon von Rothschild, österreichischer Bankier († 1874)
- 02. Februar: Albert S. Johnston, US-amerikanischer Offizier, General der texanischen Armee und der Konföderierten im Amerikanischen Bürgerkrieg († 1862)
- 03. Februar: Franz Ziegler, deutscher Politiker und Schriftsteller († 1876)
- 06. Februar: Asahel Peck, US-amerikanischer Politiker († 1879)
- 06. Februar: Doroteo Vasconcelos Vides, Staatschef von El Salvador († 1883)
- 12. Februar: Landaff Watson Andrews, US-amerikanischer Politiker († 1887)
- 15. Februar: Karl Friedrich Schimper, deutscher Botaniker und Geologe († 1867)
- 15. Februar: Ludwig Persius, preußischer Architekt († 1845)
- 16. Februar: Carl Julius Milde, deutscher Maler, Zeichner und Illustrator († 1875)
- 17. Februar: Lockroy, französischer Librettist und Schauspieler († 1891)
- 17. Februar: Edgar Quinet, französischer Schriftsteller und Historiker († 1875)
- 20. Februar: Friedrich Theodor Fröhlich, Schweizer Komponist († 1836)
- 23. Februar: Johann August Sutter, Schweizer Kaufmann und Gründer von Neu-Helvetien († 1880)
- 24. Februar: Wilson Shannon, US-amerikanischer Politiker († 1877)
- 27. Februar: Wilhelm Krause, deutscher Maler († 1864)
- 28. Februar: Christian Heinrich von Nagel, deutscher Mathematiker († 1882)

### März/April
- 04. März: Rosalie Wagner, deutsche Theaterschauspielerin († 1837)
- 05. März: August Friedrich Gfrörer, Historiker und Abgeordneter der Frankfurter Nationalversammlung († 1861)
- 06. März: Friedrich Wilhelm von Tigerström, deutscher Rechtswissenschaftler († 1868)
- 12. März: Guillaume de Felice, Schweizer evangelischer Geistlicher und Hochschullehrer († 1871)
- 14. März: Josef Misson, österreichischer Mundartdichter († 1875)
- 19. März: Joseph-Frédéric-Benoît Charrière, französischer Instrumenten- und Apparatebauer († 1876)
- 21. März: Adolf August Friedrich Rudorff, Romanist († 1873)
- 23. März: Franz Josef Buß, deutscher Jurist und katholischer Politiker († 1878)
- 01. April: Miles Joseph Berkeley, englischer Geistlicher und Botaniker († 1889)
- 02. April: Franz Lachner, deutscher Komponist († 1890)
- 02. April: George B. Rodney, US-amerikanischer Politiker († 1883)
- 03. April: Johann Jacob Weber, Begründer des Verlagshauses J. J. Weber in Leipzig († 1880)
- 06. April: Ralph Abercromby, 2. Baron Dunfermline, britischer Diplomat († 1868)
- 06. April: Alexander Slidell Mackenzie, US-amerikanischer Navy-Offizier und Militärhistoriker († 1848)
- 07. April: Flora Tristan, französische Schriftstellerin und Frauenrechtlerin († 1844)
- 10. April: Adolf Heinrich von Arnim-Boitzenburg, preußischer Politiker († 1868)
- 12. April: Johann Wilhelm Zinkeisen, deutscher Historiker († 1863)
- 12. April: Anton Wilhelm von Zuccalmaglio, deutscher Dichtermusiker († 1869)
- 14. April: Friedrich von Amerling, österreichischer Maler († 1887)
- 20. April: Hans Christian Hansen, dänischer Baumeister († 1883)
- 29. April: Samuel Hebich, deutscher Missionar in Indien († 1868)
- 29. April: Carl Gottlob Abela, deutscher Musiker († 1841)
- 29. April: James Brooke, bereiste als Abenteurer die Küstengewässer Nord-Borneos († 1868)
- 29. April: Paul Cullen, irischer Kardinal und Erzbischof († 1878)

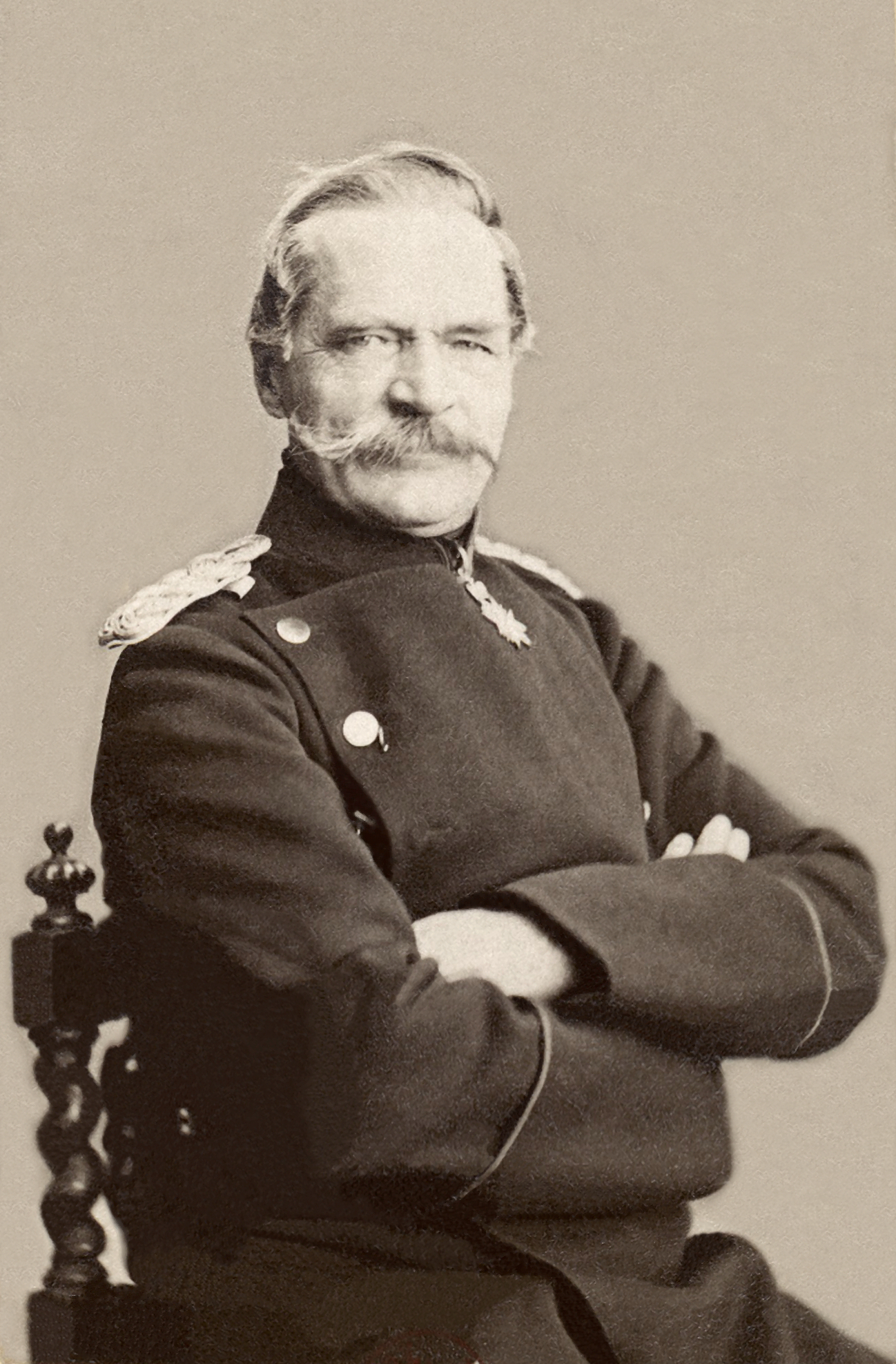
Albrecht von Roon

- 30. April: Albrecht von Roon, preußischer General und Minister († 1879)

### Mai/Juni
- 02. Mai: Johann Friedrich Christoph Bauer, deutscher Politiker († 1873)
- 02. Mai: Karl August Friedrich Brückner, deutscher Pädagoge und Historiker († 1853)
- 04. Mai: Johann Jakob Rychner, Schweizer Veterinär († 1878)
- 09. Mai: António Bernardo da Costa Cabral, portugiesischer Politiker († 1889)
- 10. Mai: Francis Henry Medcalf, 16. Bürgermeister Torontos († 1880)
- 12. Mai: Alexandre Montfort, französischer Komponist († 1856)

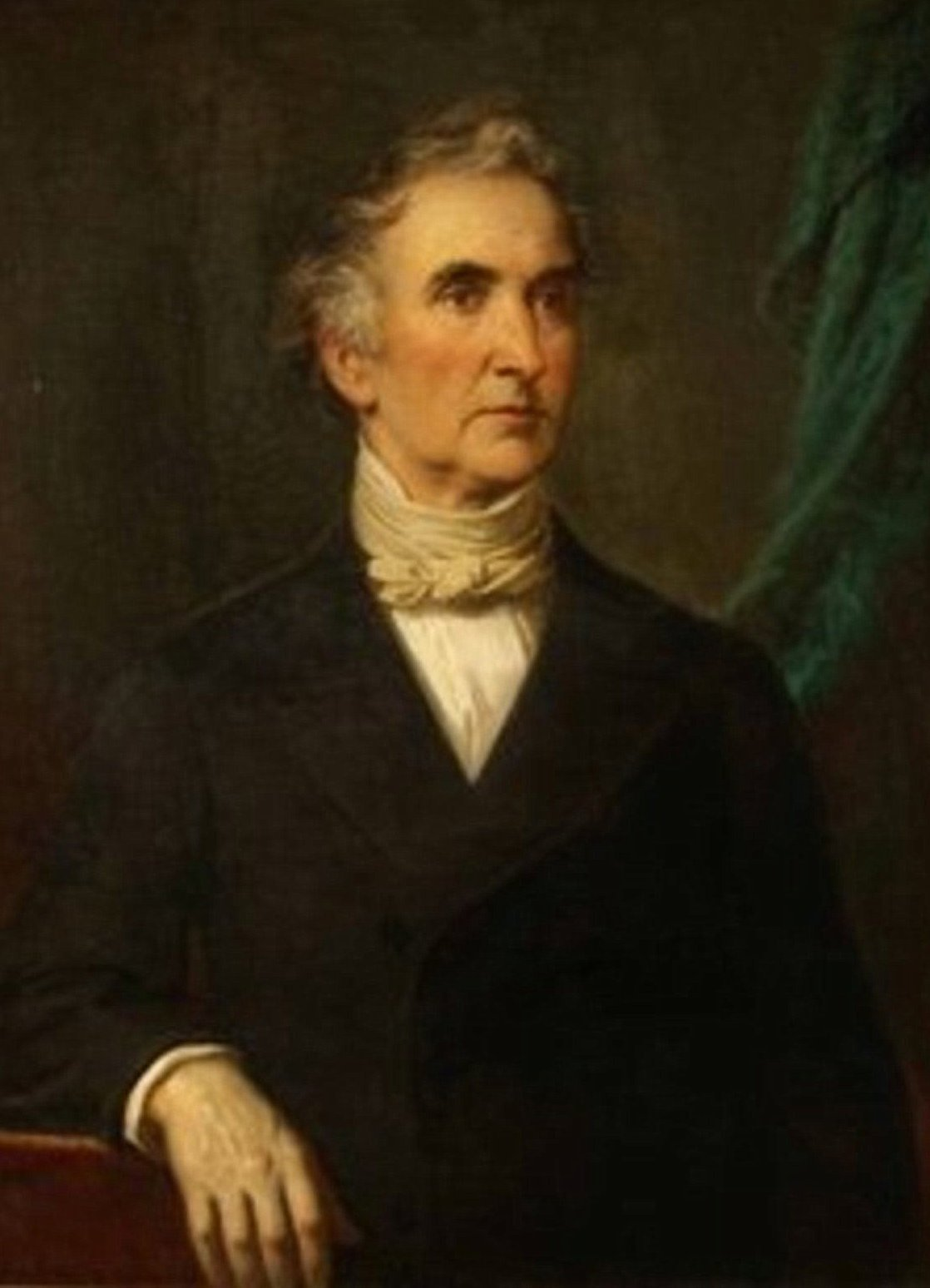
Justus von Liebig

- 12. Mai: Justus von Liebig, deutscher Chemiker († 1873)
- 21. Mai: Simon Oppenheim, deutscher Bankier († 1880)
- 22. Mai: Heinrich Ernst Bindseil, deutscher Bibliothekar und Historiker († 1876)
- 22. Mai: Karl II., paragierter Landgraf von Hessen-Philippsthal († 1868)
- 24. Mai: Charles Lucien Jules Laurent Bonaparte, italienischer Ornithologe, Politiker und Pfarrer († 1857)
- 25. Mai: Edward Bulwer-Lytton, englischer Romanautor († 1873)
- 25. Mai: Ralph Waldo Emerson, US-amerikanischer Philosoph und Dichter († 1882)
- 29. Mai: John Tuttle Andrews, US-amerikanischer Jurist und Politiker († 1894)
- 30. Mai: Johannes Joneli, Schweizer Lehrer († 1870)
- 06. Juni: Eduard Pötzsch, deutscher Architekt und Wegbereiter der Bahnhofsarchitektur († 1889)
- 10. Juni: Henry Darcy, französischer Ingenieur († 1858)
- 16. Juni: Alois von Anreiter, österreichischer Miniaturmaler († 1882)
- 24. Juni: George J. Webb, US-amerikanischer Organist und Komponist († 1887)
- 30. Juni: Charles Kestner, französischer Unternehmer und Politiker († 1870)

### Juli/August
- 04. Juli: Julius Léopold Eduard Avé-Lallemant, deutscher Botaniker († 1867)
- 08. Juli: Karl Gützlaff, deutscher Missionar († 1851)
- 08. Juli: Julius Mosen, deutscher Dichter und Schriftsteller († 1867)
- 09. Juli: Josep Caixal i Estradé, Bischof von Urgell und Co-Fürst von Andorra († 1879)
- 12. Juli: Johann Christoph Lüders, deutscher Industriepionier und Kommunalpolitiker († 1872)
- 12. Juli: Pierre Chanel, erster Märtyrer in Ozeanien († 1841)
- 12. Juli: Thomas Guthrie, schottischer Sozialreformer († 1873)
- 17. Juli: Johann Samuel Eduard d’Alton, deutscher Anatom († 1854)
- 19. Juli: Franz von Kobell, deutscher Mineraloge und Schriftsteller († 1882)
- 20. Juli: Thomas Lovell Beddoes, englischer Dichter († 1849)
- 22. Juli: Eugène Isabey, französischer Maler († 1886)
- 22. Juli: Jacques Adolphe Charles Rovers, niederländischer Klassischer Philologe und Historiker († 1874)
- 24. Juli: Adolphe Adam, französischer Opern- und Ballettkomponist († 1856)
- 26. Juli: Karl Eduard Biermann, deutscher Maler († 1892)
- 31. Juli: Eduard Wilhelm Breitfeld, sächsischer Unternehmer, Kommerzienrat und Landtagsabgeordneter († 1873)
- 31. Juli: John Ericsson, schwedischer Ingenieur († 1889)
- 03. August: Sir Joseph Paxton, britischer Gärtner, Eisenbahnunternehmer und Architekt († 1865)
- 04. August: Carl Friedrich Meyer, deutscher Arzt und Psychiater († 1886)
- 13. August: Wladimir Odojewski, russischer Schriftsteller und Komponist († 1869)
- 19. August: Carl Ludwig Arndts von Arnesberg, deutscher Jurist, Professor und Politiker († 1878)
- 25. August: David T. Disney, US-amerikanischer Politiker († 1857)

### September/Oktober
- 03. September: Alexander Lwowitsch Guriljow, russischer Komponist († 1858)
- 04. September: Eugène Daumas, französischer General († 1871)
- 04. September: Gustav Emil Devrient, deutscher Schauspieler († 1872)
- 10. September: Robert Justus Kleberg, deutsch-US-amerikanischer Farmer, Soldat und Beamter († 1888)
- 12. September: Auguste Brizeux, französischer Schriftsteller († 1858)
- 13. September: Grandville, französischer Zeichner, Buchillustrator und Karikaturist († 1847)
- 19. September: Maria Anna von Savoyen, Kaiserin von Österreich († 1884)
- 19. September: Maria Theresia von Savoyen, Herzogin von Lucca und Herzogin von Parma († 1879)
- 23. September: Jean Désiré Montagney Artôt, belgischer Hornist († 1887)
- 24. September: Leonhard Spengel, deutscher Altphilologe († 1880)
- 27. September: Friedrich Begemann, deutscher Schriftsteller und Dichter († 1829)
- 28. September: Ludwig Richter, deutscher Maler († 1884)
- 28. September: Prosper Mérimée, französischer Schriftsteller († 1870)
- 29. September: Gottfried Franz, reformierter Pfarrer und Superintendent († 1873)
- 29. September: Charles-François Sturm, französischer Mathematiker († 1855)
- 30. September: Gustav von Alvensleben, preußischer General der Infanterie († 1881)
- 06. Oktober: Heinrich Wilhelm Dove, deutscher Physiker und Meteorologe († 1879)
- 08. Oktober: José Güemes, argentinischer Unabhängigkeitskämpfer und Politiker († 1840)
- 11. Oktober: Barend Cornelis Koekkoek, niederländischer Kunstmaler († 1862)
- 15. Oktober: Camille Durutte, französischer Musiktheoretiker und Komponist († 1881)
- 16. Oktober: James Edward Alexander, britischer Offizier und Reiseschriftsteller († 1885)
- 16. Oktober: Wendelin Haid, katholischer Theologe und Bibliothekar († 1876)
- 16. Oktober: Robert Stephenson, britischer Ingenieur († 1859)
- 17. Oktober: Ferenc Deák, ungarischer Politiker († 1876)
- 17. Oktober: Karl Karmarsch, deutscher Technologe († 1879)
- 18. Oktober: Hermann Joseph Müller, deutscher Beamter, Jurist, Journalist, Professor und Mitglied der Frankfurter Nationalversammlung († 1876)
- 18. Oktober: John S. Wells, US-amerikanischer Politiker († 1860)
- 22. Oktober: Elisabeth Grube, deutsche Dichterin und Schriftstellerin († 1871)
- 24. Oktober: Albert Smith White, US-amerikanischer Politiker († 1864)
- 28. Oktober: Elisa Radziwiłł, erste Liebe des Kaisers Wilhelm I. († 1834)

### November/Dezember
- 01. November: Isaac Johnson, US-amerikanischer Politiker († 1853)
- 11. November: Adolf von Bonin, preußischer General († 1872)
- 12. November: Johann Kaspar Ammann, Schweizer Jurist und Politiker († 1870)
- 14. November: Jacob Abbott, US-amerikanischer Jugendschriftsteller und Pädagoge († 1879)
- 16. November: Heinrich Georg August Ewald, deutscher Theologe und Orientalist († 1875)
- 18. November: Lars Anton Anjou, schwedischer Kirchenhistoriker, Politiker und Geistlicher († 1884)
- 20. November: Gustav Adolf Wislicenus, deutscher evangelischer Theologe († 1875)
- 27. November: William Tharp, US-amerikanischer Politiker († 1865)
- 28. November: Joseph Heine, Mediziner und Regierungs- und Medizinalrat († 1877)

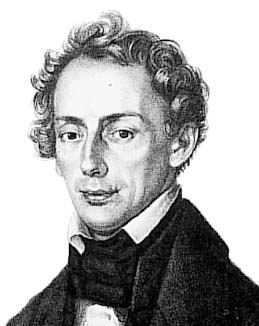
Christian Doppler

- 29. November: Christian Doppler, österreichischer Mathematiker und Physiker († 1853)
- 29. November: Gottfried Semper, deutscher Architekt, Erbauer der Semperoper († 1879)
- 000November: Robert Wilson, US-amerikanischer Politiker († 1870)
- 03. Dezember: Heinrich Heinlein, deutscher Maler († 1885)
- 04. Dezember: Knut Jungbohn Clement, deutscher Schriftsteller, Sprachwissenschaftler und Nationalist († 1873)
- 04. Dezember: Aloys Zötl, österreichischer Färbermeister und Maler († 1887)
- 05. Dezember: Fjodor Tjuttschew, russischer Dichter († 1873)
- 07. Dezember: Giuseppe Angelelli, italienischer Maler († 1844)
- 11. Dezember: Hector Berlioz, französischer Komponist († 1869)
- 12. Dezember: James Challis, englischer Astronom († 1882)
- 18. Dezember: William Allen, US-amerikanischer Politiker († 1879)
- 18. Dezember: John Hemphill, US-amerikanischer Jurist und Politiker († 1862)
- 20. Dezember: Wilhelm von Bismarck-Briest, deutscher Politiker († 1877)
- 24. Dezember: Karl Ludwig Drobisch, deutscher Komponist († 1854)
- 26. Dezember: Friedrich Reinhold Kreutzwald, estnischer Arzt und Schriftsteller († 1882)
- 27. Dezember: Karl Friedrich Wilhelm Wander, deutscher Pädagoge und Sprichwortsammler († 1879)
- 31. Dezember: Richard Stockton Field, US-amerikanischer Politiker († 1870)

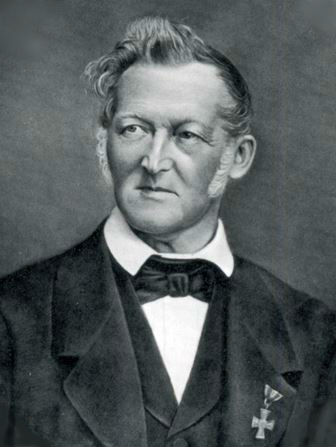
Johann Carl Fuhlrott

- 31. Dezember: Johann Carl Fuhlrott, deutscher Naturforscher († 1877)
- 31. Dezember: José María Heredia, kubanischer Dichter († 1839)

### Genaues Geburtsdatum unbekannt
- Pedro de Ampudia, mexikanischer Offizier († 1868)
- Moritz Auspitz, österreichischer Wundarzt und Chirurg († 1880)
- John Dalrymple, englischer Augenarzt († 1852)
- Richárd Guyon, General († 1856)
- Lazar Horowitz, deutsch-österreichischer Rabbiner († 1868)
- Georg Müller, österreichischer Komponist und Kirchenmusiker († 1863)
- Angelo Somazzi, Schweizer Politiker und Journalist († 1892)

## Gestorben

### Erstes Halbjahr
- 02. Januar: Ignaz von Beecke, deutscher Komponist und Pianist (* 1733)
- 04. Januar: James Kinsey, Delegierter von New Jersey im Kontinentalkongress (* 1731)
- 12. Januar: Giuseppe Baldrighi, italienischer Maler des Rokoko (* 1722)
- 15. Januar: Kirill Rasumowski, russischer Graf und Hetman der Saporoger Kosaken (* 1728)
- 18. Januar: Claire Clairon, französische Schauspielerin (* 1723)
- 18. Januar: Georg Christoph Kornacher, Bürgermeister der Reichsstadt Heilbronn (* 1725)
- 20. Januar: Johann Friedrich von Ryhiner, Schweizer Staatsmann und Geograph (* 1732)
- 23. Januar: Arthur Guinness, „Vater“ der Biermarke Guinness (* 1725)
- 28. Jänner: Karl von Marinelli, österreichischer Schauspieler und Schriftsteller (* 1745)
- 01. Februar: Anders Chydenius, finnischer Pfarrer, Politiker und Philosoph (* 1729)
- 06. Februar: Domenico Maria Angiolo Gasparini, italienischer Tänzer, Choreograf und Theoretiker (* 1731)
- 11. Februar: Anton von Störck, österreichischer Mediziner (* 1731)
- 16. Februar: Giovanni Punto, böhmischer Hornist, Violinist und Komponist (* 1746)
- 16. Februar: Louis René Édouard de Rohan-Guéméné, französischer Adeliger und Fürstbischof von Straßburg, Opfer der Halsbandaffäre (* 1734)
- 17. Februar: Nicolás del Campo, spanischer Offizier, Kolonialverwalter und Vizekönig des Río de la Plata (* 1725)
- 18. Februar: Johann Wilhelm Ludwig Gleim, Dichter der Aufklärungszeit (* 1719)
- 19. Februar: Mathias Weber, deutscher Räuber (* 1778)
- 20. Februar: Marie Dumesnil, französische Schauspielerin (* 1713)
- 05. März: Friedrich August Vitzthum von Eckstädt, sächsischer Kammerherr und Obersteuereinnehmer (* 1765)
- 06. März: Johann Friedrich Alexander Thiele, sächsischer Maler und Radierer (* 1747)

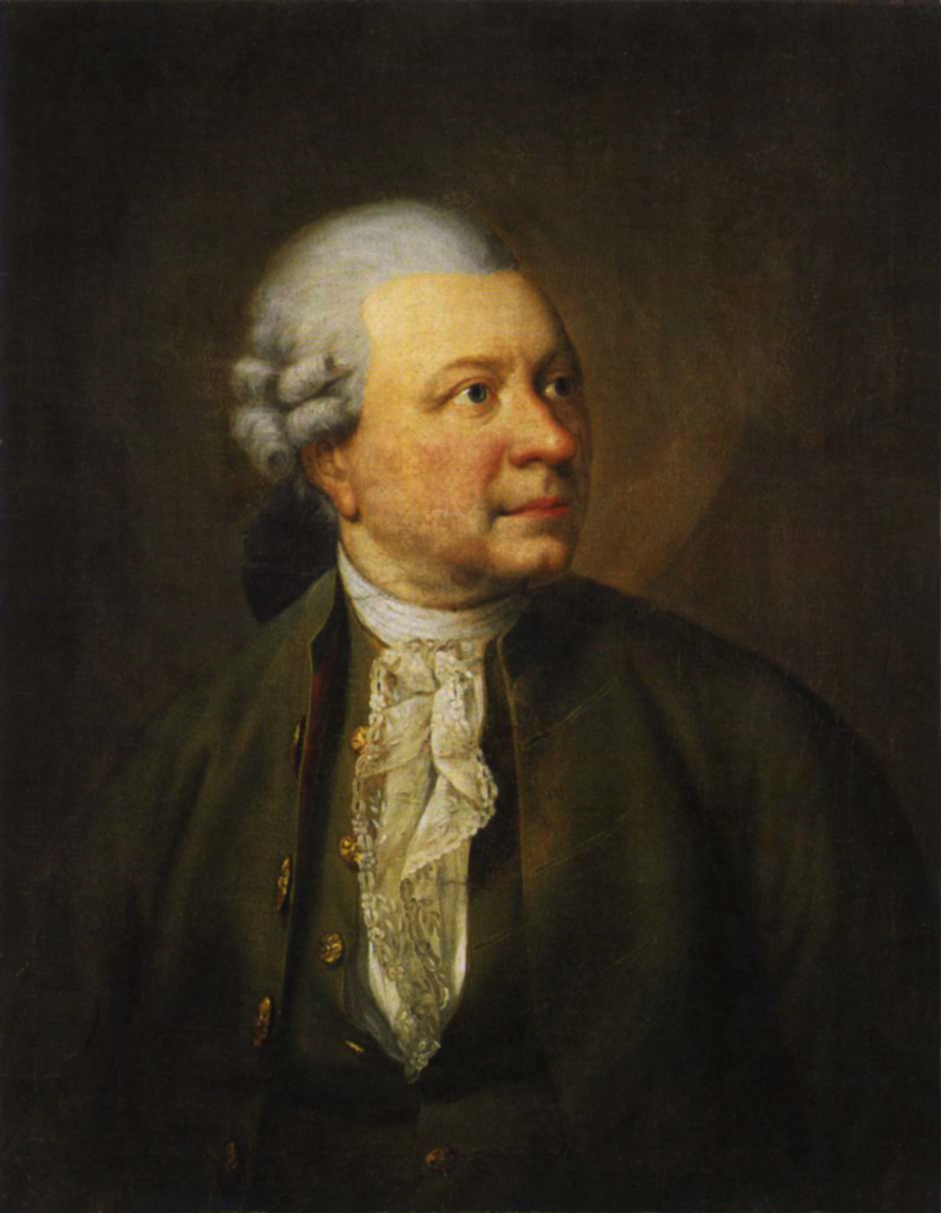
Friedrich Gottlieb Klopstock, 1779

- 14. März: Friedrich Gottlieb Klopstock, deutscher Autor und Dichter (* 1724)
- 24. März: Christian Gottlieb Geyser, deutscher Maler und Kupferstecher (* 1742)
- 25. März: Urban Klieber, österreichischer Bildhauer (* 1741)
- 03. April: Hester Pitt, Countess of Chatham, britische Adelige (* 1720)
- 06. April: Eberhard Ludwig Becht, deutscher Archivar, Bürgermeister von Heilbronn (* 1732)
- 06. April: William Hamilton, schottischer Diplomat, Kunstsammler und Vulkanologe (* 1730)
- 07. April: Toussaint L’Ouverture, haitianischer Nationalheld (* 1743)
- 14. April: Christoph Anton von Migazzi, katholischer Erzbischof der Erzdiözese Wien und Kardinal (* 1714)
- 24. April: Adélaïde Labille-Guiard, französische Malerin (* 1749)
- 27. April: Jeremias Nicolaus Eyring, deutscher Rektor und Hochschullehrer (* 1739)
- 27. April: Helfrich Bernhard Wenck, deutscher Pädagoge, Bibliothekar und Historiker (* 1739)
- 02. Mai: Friedrich Gedike, deutscher Pädagoge und Bildungspolitiker der Aufklärung (* 1754)
- 17. Mai: Karl Wilhelm, Fürst von Nassau-Usingen und Nassau-Saarbrücken (* 1735)
- 18. Mai: Samuel Livermore, US-amerikanischer Politiker (* 1732)
- 21. Mai: Johann Friedrich Wilhelm Thym, deutscher reformierter Theologe und Pädagoge (* 1768)
- 25. Mai: Johann Georg Wilhelm von Baerensprung, preußischer Beamter (* 1741)
- 27. Mai: Ludwig I., König von Etrurien (* 1773)
- 06. Juni: Josiah Tattnall, US-amerikanischer Politiker (* 1764)
- 09. Juni: Friedrich Balcke, preußischer Beamter (* 1826)
- 11. Juni: Henrik Adam Brockenhuus, dänischer Adliger (* 1720)
- 12. Juni: Athanasius Hettenkofer, deutscher Abt (* 1735)
- 22. Juni: Wilhelm Heinse, deutscher Dichter (* 1746)
- 24. Juni: Matthew Thornton, Unterzeichner der Unabhängigkeitserklärung der USA (* 1714)
- 27. Juni: Charles Joseph Vanhove, französischer Schauspieler (* 1739)

### Zweites Halbjahr
- 04. Juli: Peter Ascanius, norwegischer Zoologe und Mineraloge (* 1723)
- 05. Juli: Immanuel Johann Gerhard Scheller, deutscher Altphilologe und Lexikograf (* 1735)
- 08. Juli: Francesco Casanova, italienischer Maler (* 1727)
- 14. Juli: Esteban Salas y Castro, kubanischer Komponist und Kirchenmusiker (* 1725)
- 17. Juli: Adolf von Hessen-Philippsthal-Barchfeld, Landgraf von Hessen-Philippsthal-Barchfeld (* 1743)
- 17. Juli: James T. Callender, in Großbritannien und in den USA tätiger Pamphletist und Journalist (* 1758)
- 22. Juli: Domenico Corvi, italienischer Maler (* 1721)
- 27. Juli: Uno von Troil, schwedischer lutherischer Theologe und Erzbischof von Uppsala (* 1746)

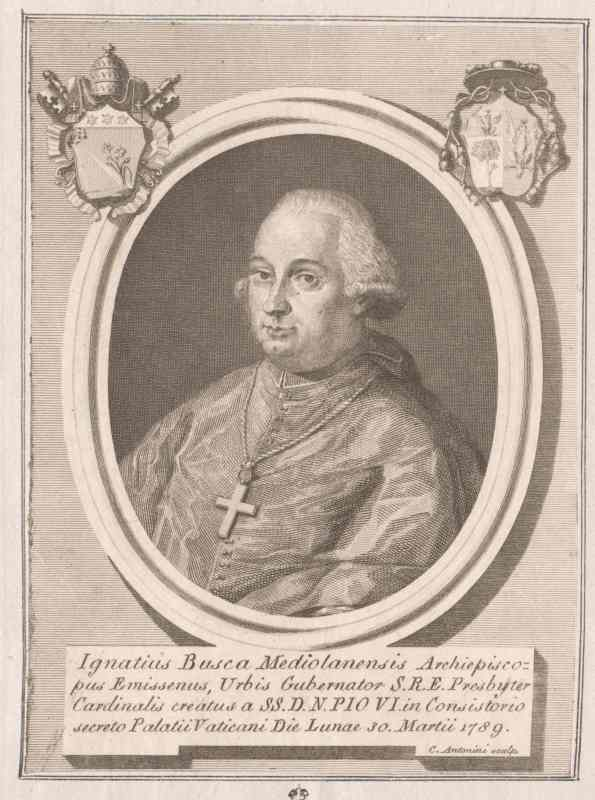
Ignazio Busca

- 06. August: Asaf Jah II., indischer Adeliger (* 1734)
- 06. August: Pascha Johann Friedrich Weitsch, deutscher Landschaftsmaler und Zeichner (* 1723)
- 10. August: Joseph Galloway, Delegierter von Pennsylvania im Kontinentalkongress (* 1731)
- 12. August: Ignazio Busca, italienischer Kardinal und Kardinalstaatssekretär (* 1731)
- 05. September: Pierre-Ambroise-François Choderlos de Laclos, französischer Schriftsteller und Offizier (* 1741)
- 05. September: François Devienne, französischer Flötist (* 1759)
- 16. September: Nicolas Baudin, französischer Forschungsreisender (* 1754)
- 17. September: Richard Smith, Delegierter von New Jersey im Kontinentalkongress (* 1735)
- 17. September: Franz Xaver Süßmayr, österreichischer Komponist; Schüler von Antonio Salieri (* 1766)
- 20. September: Robert Emmet, irischer Rebellenführer und Nationalist (* 1778)
- 23. September: Joseph Ritson, englischer Antiquar und Rechtsgelehrter (* 1752)

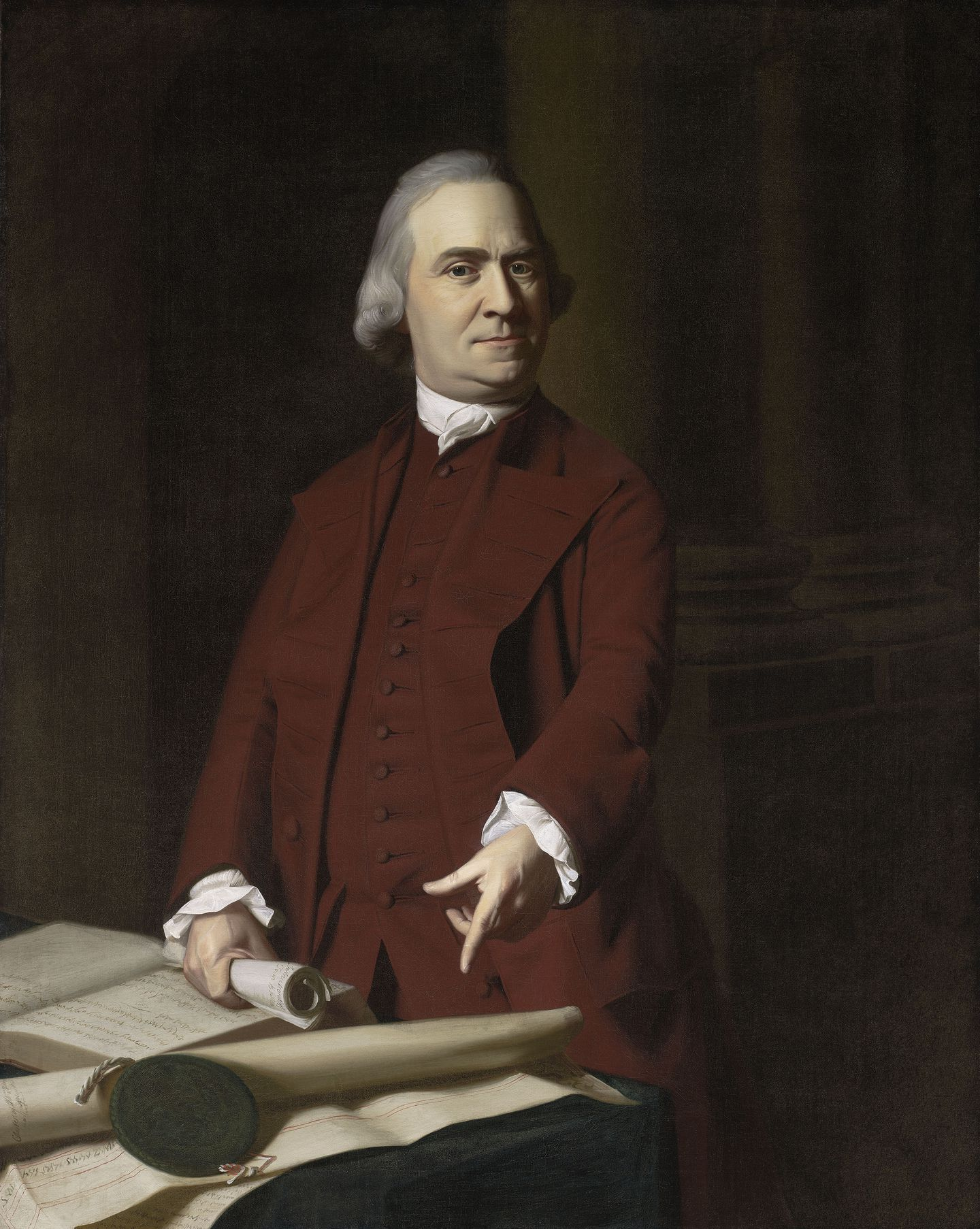
Samuel Adams

- 02. Oktober: Samuel Adams, US-amerikanischer Staatsmann und Revolutionär (* 1722)
- 02. Oktober: Abd al-Aziz ibn Muhammad, Herrscher der saudischen Dynastie
- 08. Oktober: Vittorio Alfieri, italienischer Dichter und Dramatiker (* 1749)
- 14. Oktober: François Pierre Ami Argand, schweizerischer Physiker, Chemiker, Erfinder und Unternehmer (* 1750)
- 14. Oktober: Ercole III. d’Este, Herzog von Modena und Reggio (* 1727)
- 14. Oktober: Jacques Gamelin, französischer Maler (* 1738)
- 19. Oktober: Benedict Strauch, deutscher Pädagoge und katholischer Theologe (* 1724)
- 23. Oktober: Edmund Pendleton, Delegierter für Virginia im Kontinentalkongress (* 1721)
- 31. Oktober: Hans Rudolf von Bischoffwerder, Günstling Friedrich Wilhelms II. von Preußen (* 1741)
- 12. November: Petro Kalnyschewskyj, Ataman der Saporoger Kosaken und Heiliger der Ukrainisch-Orthodoxen Kirche (* 1691)
- 14. November: Christian Erdmann Kindten, deutscher Orgelbauer (* 1752)
- 21. November: Johannes Bückler (Schinderhannes), deutscher Serienstraftäter (* 1779)

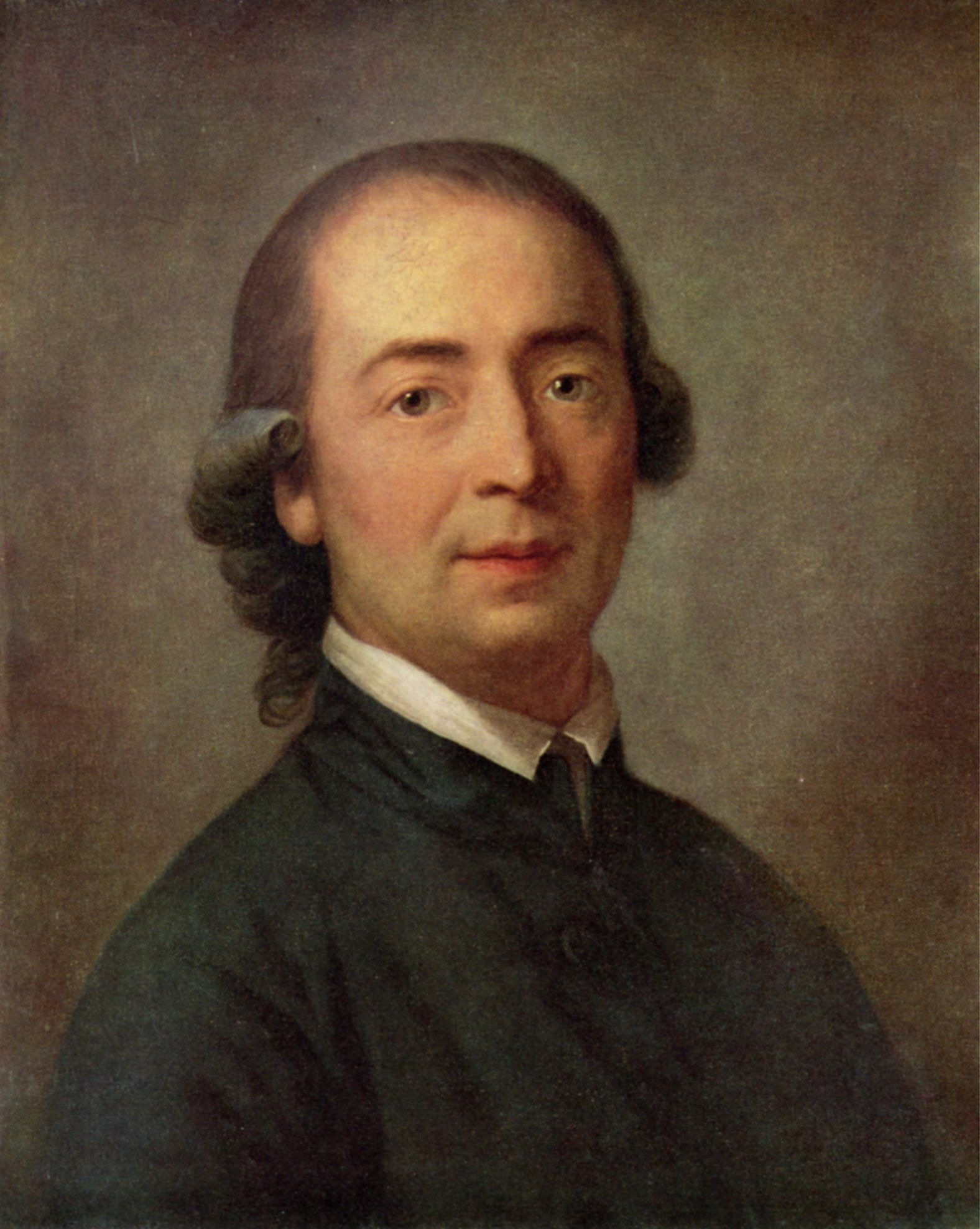
Johann Gottfried Herder, 1785

- 12. Dezember: Ernst Benjamin Gottlieb Hebenstreit, deutscher Mediziner (* 1758)
- 18. Dezember: Johann Gottfried Herder, deutscher Dichter, Philosoph, Übersetzer und Theologe (* 1744)
- 24. Dezember: Georg I., Herzog von Sachsen-Meiningen (* 1761)
- 30. Dezember: Francis Lewis, Unterzeichner der Unabhängigkeitserklärung der USA (* 1713)

### Genaues Todesdatum unbekannt
- Joseph Abenthung, Tiroler Baumeister und Stuckateur (* 1719)
- Johann Christian Bartsch, preußischer Kriegs- und Domänenrat (* 1726)
- Johann Christoph Kellner, deutscher Organist und Komponist (* 1736)
- Thomas Wignell, US-amerikanischer Schauspieler und Theatermanager (* 1753)